# Stefano Marzano
Stefano Marzano, född 1950, är en italiensk industridesigner. Han var chefsdesigner i Electrolux mellan  2012 och 2014 då han gick i pension
Innan han anställdes i Electrolux, var Marzano under åren 1991-2011 Chief Design Officer för Philips.
Marzano har en doktorsexamen i arkitektur från Politecnico di Milano. Fram till 1998 var han professor vid Domus Academy i Milano. År 1999-2001 var han gästprofessor vid Politecnico di Milano. Marzano är också författare och redaktör för flera böcker om design. 
Marzano är medlem i European Design Leadership Board. Han är rådgivare för flera designskolor runt om i världen, t.ex. är han founding dean vid THNK, the Amsterdam School of Creative Leadership.
År 2005 utsågs Marzano av Businessweek till en av fyra globala "Best Leaders: Innovators". Han erhöll 2001 World Technology Award for Design av World Technology Network. Han har också utnämnts till hedersdoktor i design vid La Sapienza i Rom och vid Hong Kong Polytechnic University. 
I egenskap av företagets Chief Design Officer ingår Marzano i Electrolux koncernledning.